# Provo (Zeitschrift)
Die Zeitschrift Provo („Provo“, abgeleitet von Provokation) war von 1965 bis 1967 eine anarchistische Publikation der Provo-Bewegung in den Niederlanden. Inhaltlich veröffentlichte Provo hauptsächlich die Aktivitäten der Provobewegung. Zielsetzung war die „Aufdeckung der gesellschaftlichen und politischen spielregeln, um damit möglichkeiten zum eingreifen für die bürger zu schaffen. Bürger zur individuellen politischen aktion zu stimulieren und motivieren. Demokratisierung“ (Rob Stolk).

## Geschichte
Hinter der Provozeitschrift und gleichfalls der Provobewegung stand keine feste Organisation mit führenden Personen, keine Hierarchie und keine bezahlten Mitarbeiter.
Dem Staat und seinen Institutionen galt die größte Kritik der Provo-Zeitschrift, da diese Möglichkeiten hatten, in der Innenpolitik soziale Veränderungen herbeizuführen, „davon aber keinen Gebrauch machte[n]“ (Rob Stolk). Entwicklungshilfe, Umweltverschmutzung, Machtmissbrauch, Kritik über die internationalen Monopol-Konzernen, aber auch regionale Probleme wie der stark zunehmende Autoverkehr (zusammenhängend mit Umweltverschmutzung) in Amsterdam standen zur Diskussion innerhalb der Bewegung und kamen in ihren Publikationen zum Ausdruck.
Historisch betrachtet war die Provobewegung und ihre Zeitschrift am Anfang eine Untergrundgruppe von einigen wenigen Personen, die durch ihr gewaltloses, provokatives und spielerisches Auftreten (durch unter anderem die Happenings von Robert Jasper Grootveld) bald in den Niederlanden bekannt wurde und Aufsehen erregte, später auch International. Anders als die Hippies und Gammler waren „die Provos keine Aussteiger“ aus Gesellschaft und Staat. Das Anliegen und die Hauptmotive der Zeitschrift waren die gesellschaftlichen und staatlichen Spielregeln aufzudecken und die Demokratisierung. Als Aktionsmittel wollten sie die Öffentlichkeit stimulieren und Bürger zu individuellen, politischen Aktionen motivieren. Für die Zeitschrift schrieben und redigierten circa 14 Provos, darüber hinaus gab es etwa 100 Aktivisten die an der Gestaltung teilnahmen und die Zeitschrift auf der Straße verkauften.

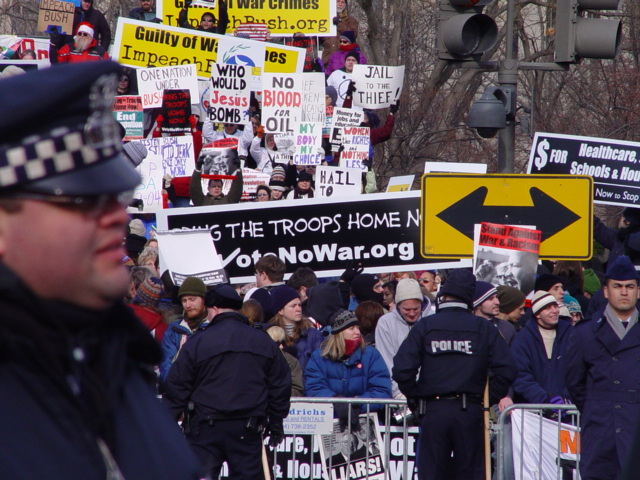
Friedensdemo in den USA

### Vorgeschichte
Im Mai 1965 kündigte ein Rundschreiben an die niederländischen Medien das Erscheinen der Zeitschrift PROVO mit den Worten an: „PROVO sieht sich vor die Wahl gestellt: aufständischer Widerstand oder geduldiger Untergang. PROVO ruft zum Aufstand auf wo immer das möglich ist. PROVO sieht ein, dass wir am Ende die Verlierer sind, allerdings lassen wir uns die Möglichkeit nicht entgehen die Gesellschaft noch einmal richtig zu provozieren. PROVO sieht den Anarchismus als Inspirationsquelle für den Aufstand. PROVO will den Anarchismus erneuern und unter die Jugend bringen“. Statt der geplanten Provozeitschrift erschienen fünf Ausgaben eines Flugblattes unter dem Namen „Provokatie“.
Provokatie Nr. 1, 12. Mai 1965. Der Inhalt war „Gut, dass es die Polizei gibt“, eine Parodie auf die Anzeigenkampagne der niederländischen Polizei für Nachwuchskräfte mit einer Zeichnung, auf der ein Polizist mit einem Gummiknüppel um sich schlägt. Provokatie Nr. 2, Juli 1965. Ein angeblich nationalsozialistischer Hintergrund von Claus von Amsberg, des Verlobten Prinzessin Beatrix’, wurde veröffentlicht. Provokatie Nr. 3, Juli 1965. Inhalt: Drei Mitglieder des niederländischen Königshauses wurden wegen Bewunderung und Ex-Mitgliedschaft von nationalsozialistischen Organisationen angeprangert. Am 3. Juli 1965 wurde die Nr. 3 von Provokation von einer Brücke aus in ein Rundfahrtboot von Prinzessin Beatrix und Claus von Amsberg gestreut. Am 28. Juli 1965 erschien Provokatie Nr. 4. Mitteilung: „Pressefreiheit? PROVO-Zeitschrift Nr. 1 in Beschlag genommen“. Dies war der Anfang einer immer größer werdenden Auflagensteigerung. Wahrscheinlich Anfang August 1965 erschien Provokatie Nr. 5 mit dem Provo-Fahrradplan, einem Artikel über den immer größer werdenden Autoverkehr in der Amsterdamer Innenstadt. Am 7. August wurde im Zentrum von Amsterdam, am Spui, ein Fahrrad weiß gestrichen; der „witte Fietsenplan“ („weißer Fahrradsplan“) von Luud Schimmelpennink war geboren. Die Polizei nahm das weiße Fahrrad mit der Begründung in Beschlag, dass es nicht mit einer Fahrradkette abgesichert gewesen sei.

### Chronologie
PROVO Nr. 1 (12. Juli 1965) erschien als Zeitschrift in einer Auflage von fünfhundert (500) Exemplaren. Der Inhalt bestand unter anderem aus der „Einleitung ins provozierende Denken“ von Roel van Duijn. Des Weiteren erschien eine Reprint-Ausgabe vom Anfang des 20. Jahrhunderts mit dem Titel „Der praktische Anarchist“; mit Rezepten für Sprengstoffherstellung. Die erwartete Reaktion der Polizei kam bald: Hausdurchsuchungen, Beschlagnahmungen und Verhaftungen. Die satirische Veröffentlichung in der Nr. 1 ging den Staatsbeamten zu weit: „Wir bieten den Lesern, um in Stimmung zu kommen, eine kleine Bombe an“. Auf der entsprechenden Seite war mit einem Klebestreifen ein Zündplättchen befestigt. Die „Gebrauchsanweisung“ folgte mit den Worten: „Lege diese Seite auf einen harten Untergrund und schlage mit einem harten Gegenstand auf das Zündplättchen. Der Knall und Geruch genügt bereits, um aus einem unverhofften Bourgeoisie-Leser einen überzeugten anarchistischen Terroristen zu machen“.
Am 28. Juli 1965 erschien PROVO Nr. 2. Dieses Mal bereits in einer Auflage von 2100 Exemplaren mit vielen Informationen und Fotos über die Happenings. Es wurden Anti-Kolonialismus-Happenings gehalten und die wöchentlich stattfindenden Samstags-Happening gingen weiter. Die plötzliche Auflagensteigerung von fünfhundert Exemplaren (Nr. 1) auf zweitausendeinhundert (Nr. 2) war der Polizei zu verdanken. Von der gedruckten Nr. 1 wurden vierhundert in Beschlag genommen, einhundert wurden verteilt. Dies erregte soviel Aufsehen und Interesse, dass die Auflagenhöhe gesteigert werden konnte.
PROVO Nr. 3 wurde am 22. Oktober herausgegeben in einer Auflage von zweitausenddreihundert (2300) Exemplaren. Seit dieser Ausgabe wurden regelmäßig die Nummernschilder der Fahndungspolizei publiziert. Die Polizei selbst ging zu anderen Maßnahmen über: weniger Gewaltanwendungen, mehr Festnahmen. Richter verurteilten festgenommene Aktivisten für Verkehrsstörungen, Beleidigung der staatlichen Autorität und Aufführungen von Happenings auf öffentlichen Plätzen zu Haftstrafen von bis zu acht Wochen.

Ebenfalls im Oktober 1965 kam PROVO Nr. 4 heraus, in einer Auflagenhöhe von fünftausend (5000). Diese Auflagensteigerung setzte sich mit den folgenden Ausgaben bis zu zwanzigtausend (20.000) Exemplaren fort. 

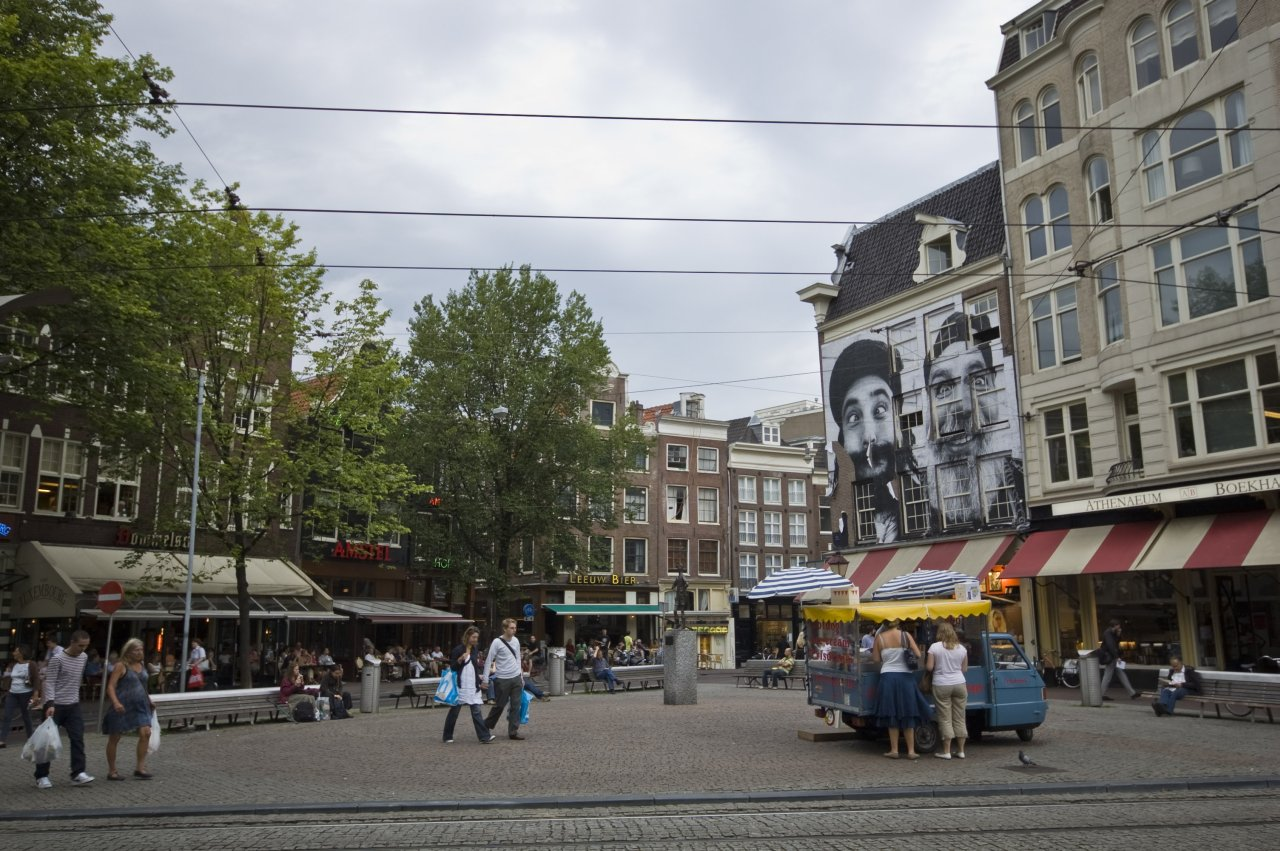
Der Platz Spui

 Sieben festgenommenen Provos wurde vom Richter vorläufig verboten, den Spui (kleiner Platz in der Amsterdamer Innenstadt) zu betreten. Er vergaß dabei, dass ein Demonstrant am Spui wohnte.
Am 18. Dezember 1965, erschien PROVO Nr. 5. Demonstranten drangen in das amerikanische Konsulat ein und Peter Bronkhorst verbrannte eine amerikanische Flagge. Demonstranten, die mit Transparenten „Keine Monarchie, wir wollen eine Republik“ auf der Straße protestierten, wurden verhaftet. Das Thema Meinungsfreiheit wurde nun, auch in der Öffentlichkeit, diskutiert. Am 12. Dezember 1965 wurde unter Teilnahme der Provos vor dem amerikanischen Konsulat ein Sit-in gegen den Vietnamkrieg veranstaltet.
In PROVO Nr. 6 (24. Januar 1966) wurde ein Artikel mit dem „Gerücht“ veröffentlicht, dass die Provos im März desselben Jahres die Droge LSD in die Trinkwasseranlage von Amsterdam eingeben würden. Dies führte zu scharfer Bewachung und einem neuen Gesetz. Bislang war LSD nach dem niederländischen Gesetz nicht verboten. Die Nr. 6 berichtete, dass seit diesem Zeitpunkt die Droge als gefährlich eingestuft und gesetzlich verboten wurde.
Wahrscheinlich im Februar oder März erschien PROVO Nr. 7. Alle noch vorhandenen PROVO-Ausgaben wurden wiederum von der Polizei beschlagnahmt und Straßenverkäufer verhaftet. Zur Hochzeit von Prinzessin Beatrix und Claus von Amsberg standen vorsorglich unter anderem wegen der Provobewegung und ihren Aktionen fünfzehntausend (15.000) Angehörige der Streitkräfte, fünftausend (5000) Militärpolizisten, dreitausend (3000) Polizisten, eintausendsiebenhundert (1700) Angehörige der Staatspolizei und zweitausendfünfhundert (2500) Sicherheitsagenten parat. Das „Anti-Hochzeitsgeschenk“ der Provos war lediglich eine Rauchbombe.
Verhaftungen folgten wegen eines Versuchs, bei den wöchentlichen Happenings eine Rede für eine Demonstration gegen den Vietnamkrieg zu halten, berichtete PROVO Nr. 8 am 16. April 1966. Die Aktionsgruppe Vietnam, unterstützt von den Provos, hielt jeden dritten Sonntag des Monats eine stille Demonstration gegen den Vietnamkrieg ab. Die Demonstranten machten keinen Lärm, gingen auf dem Bürgersteig und hielten sich an die Verkehrsregeln.
Die Nr. 9 von PROVO (12. Mai 1966) berichtete, dass durch die große Anzahl von Flugblättern, Rundschreiben, Broschüren und der Provozeitschrift die Anzahl der Provo-Aktivisten und Interessierten zunahm. Fast täglich fanden Protestaktionen, Happenings oder Demonstrationen statt. PROVO beschloss an den Stadtratswahlen teilzunehmen. Ihr Motto war: Wählt PROVO und ihr bleibt lachen.
Ende Juni, Anfang Juli erschien PROVO Nr. 10. Wegen des nun bestehenden Demonstrationsverbotes trat die Provobewegung für „Freiheit für Demonstration“ ein und hielt eine Demonstration ab, bei der alle Teilnehmer weiße (zum Teil Bett-)Tücher trugen. Die Polizei verhaftete einige Demonstranten wegen des Tragens von Bett-Tüchern in der Öffentlichkeit. Am 14. Juni kam es zu einem Bauarbeiter-Streik, in dessen Folge es zu heftigen Auseinandersetzungen mit der Polizei und zu einem toten Bauarbeiter kam.
PROVO Nr. 11, 15. August. Außer der Zeitschrift PROVO erschienen nun auch in regelmäßigen Abständen die Cartoon-Zeitschrift „God, Nederland & Oranje“ („Gott, die Niederlande & das Fürstenhaus“) sowie das Sonntagsblatt „Image“. In der Zeitschrift „God, Nederland & Oranje“ veröffentlichten dreißig Provos ihren Vor- und Nachnamen und übernahmen die Verantwortung. Im Winter 1966 organisierten die Amsterdamer Provos einige Zusammenkünfte an Samstagabenden und riefen den Bürgermeister zum „Best Provo Publicity Man 1966“ aus.
„Provo ist ein Image“ verkündet PROVO Nr. 12 im Oktober 1966. In Limburg wurde das erste „Internationale Provo-Konzil“ gehalten. Im November und Dezember 1966 erschienen keine Provo-Ausgaben. Bei einer Aktion vor dem spanischen Konsulat wurden ein Stein, eine Pistole und ein Brief durch ein Fenster geworfen. Grund: Fünf spanische links-politische Aktivisten waren zum Tode verurteilt worden.
PROVO Nr. 13, 10. Januar 1967. Inhalt: Einige Provos entwendeten rund zehntausend (10.000) Exemplare der Zeitschrift „In Dienst“ der niederländischen Landesverteidigung aus der „Oranje Nassau-Kaserne“. Eine den Provos früher nahestehende Gruppe mit dem Namen „Revolutionäres terroristisches Komitee“ beendete ihre Aktivitäten und empfahl den Provos das Gleiche zu tun. Ebenfalls 1967: Provos veranstalteten im New Yorker Tompkins Square Park ein öffentliches „Smoke-In“; über viertausend (4000) Jugendliche konsumierten angeblich drei Kilo Marihuana im Beisein der Polizei.
PROVO Nr. 14 erschien Mitte Februar 1967. In verschiedenen europäischen Städten wurde der „Internationale Tag der Anarchie“ gefeiert. Internationale Protestdemonstrationen gegen den Vietnamkrieg in Paris, Tokio, London, Berlin und Amsterdam. Zweithundertfünfzigtausend (250.000) Demonstranten sollen das Pentagon belagert haben.
Die letzte Ausgabe von PROVO, Nr. 15, kam am 30. März 1967 heraus. In einer Gerichtsverhandlung wurde ein Provo-Hausboot vom Richter eine „Brutstätte der Kriminalität“ genannt. Das Boot diente als Auffangplatz für wohnungslose Provos und weggelaufene Jugendliche. Durch den Verkauf von Büchern, die von Hans Tuynman und Duco van Weerlee geschrieben wurden, konnte das Boot gekauft werden.

### Provo-Zeitschriften überregional und International
Die Provo-Zeitschrift in Amsterdam fand in siebzehn (17) Städten in den Niederlanden Nachfolger. Unter anderem in Den Haag „Lynx“; in Rotterdam „Desperado“; „Ontbijt op Bed“ („Frühstück im Bett“) in Maastricht; in Groningen „Scandal“; in Utrecht „Volte“. Darüber hinaus neun Provozeitschriften im Ausland, unter anderem in Belgien: „Revo“ in Antwerpen; „Eindelijk“ in Gent; in Brüssel „Provo“. In Mailand ebenfalls „Provo“. Dann noch „New York Provo“, „Provo London“, „Provo Los Angeles“. „Provo“ in der Tschechoslowakei und „Provo Curaçao“.
Zwischen 1965 und 1968 sind zusammen ungefähr einhundertdreißig (130) Ausgaben der verschiedenen Provozeitschriften in den Niederlanden erschienen. Wichtig für die Herstellung beziehungsweise das Drucken und die Verbreitung der Zeitschriften waren die eigenen Druckereien, die in vielen Städten errichtet wurden. Tijl Uilenspiegel (Till Eulenspiegel) in Alkmar; in Arnhem Stadsdrukkerij (Stadtdruckerei); Argus in Rotterdam; in Breda Salsedo und in Amsterdam De Brandweervrouw (Die Feuerwehrfrau) und viele andere. Durch die Selbstständigkeit mit ihren eigenen Druckereien waren die Provos und gleichgesinnte Gruppen nicht von anderen, rein kommerziell ausgerichteten Druckereien, abhängig.
In Deutschland gab es wahrscheinlich nur eine Provo-Zeitschrift, welche direkten Bezug zur niederländischen Provobewegung hatte. Titel:„Peng“, Untertitel: „Provozeitschrift“; Hrsg.: Detlef Altemeyer, Wuppertal, von 1966 bis um 1979. Dies war die einzige Zeitschrift in der von Udo Pasterny zusammengestellten Zeitschriften-Bibliographie der Gegenkultur von 1950–1980.
Einige deutschsprachige Zeitschriften seien hier erwähnt die ähnlich der Provozeitschrift agierten und Einfluss hatten: Der Metzger, Hrsg.: Helmut Loeven, Duisburg; erscheint seit 1968 und besteht immer noch. Germania, Hrsg.: Bernd Brummbär, Frankfurt am Main, von 1971–1972; Auflage: fünfzehntausend (15.000) Hotcha, Hrsg.: Urban Gwerder, Zürich, von 1968–1971.

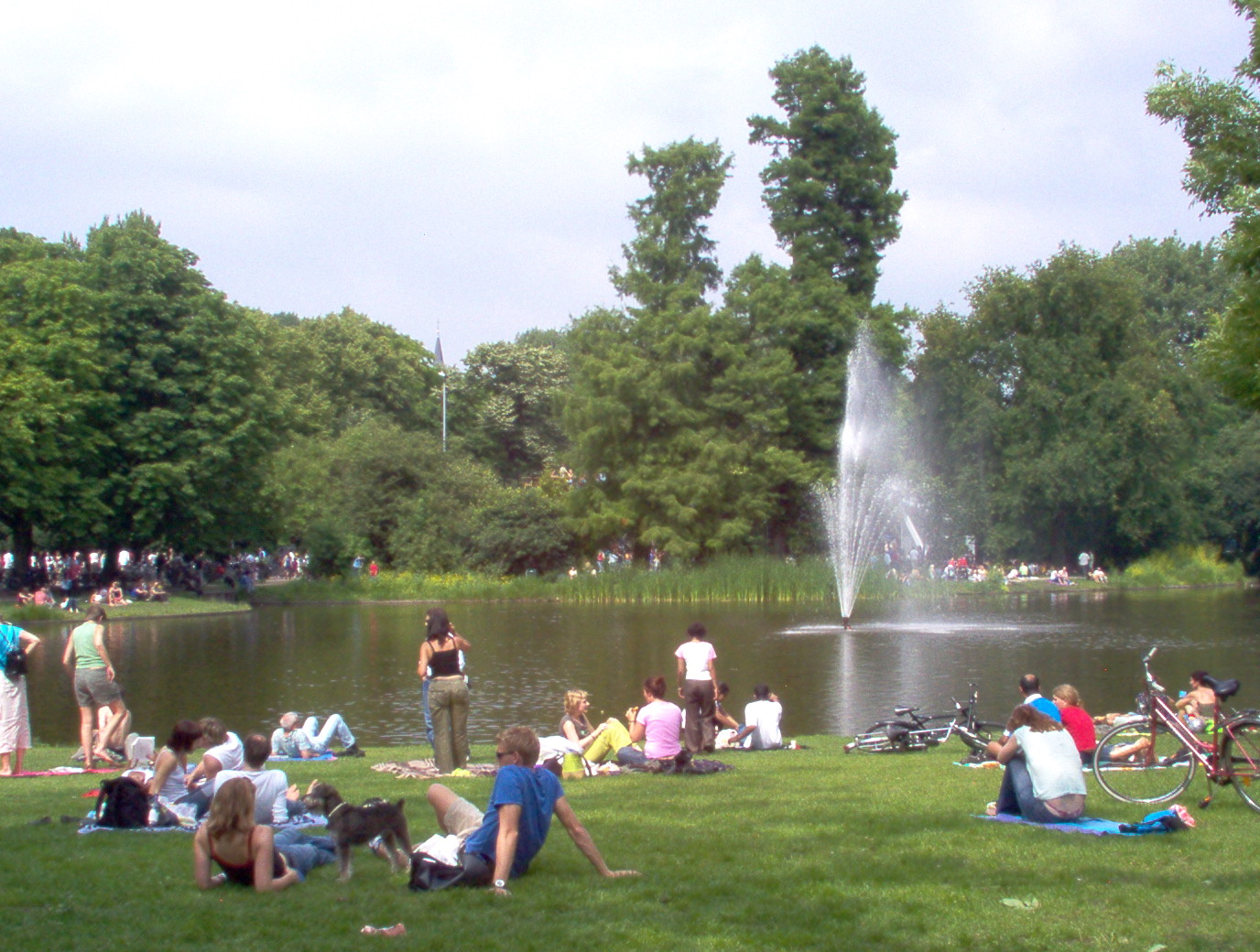
Der Vondelpark im Sommer

In den zwei Jahren ihres Bestehens hatte die Provo-Zeitschrift viel Aufsehen erregt, dadurch waren immer mehr Provos der Meinung, die Zeitschrift und die Bewegung zu beenden. Ihre Zielsetzung: Missstände in der Gesellschaft und in der Politik anzuprangern, zu provozieren, Bürger zum Nachdenken anzuregen und zum Handeln zu motivieren, war erreicht.
Im Amsterdamer Vondelpark gab Rob Stolk am 13. Mai 1967 die Auflösung der Provobewegung bekannt.
Die letzte Ausgabe der Zeitschrift Provo erschien bereits am 30. März 1967. „Nun mussten die Bürger selbst kreativ werden“ (Rob Stolk).

## Weiterführende Literatur
- Niek Pas: IMAAZJE. De Verbeelding van Provo (1965–1967). Wereldbibliothek, Amsterdam 2003, ISBN 90-284-2014-2. Informationen über Provobewegung und Provos, unter anderem: Roel van Duijn, Peter Bronkhorst, Robert Jasper Grootveld, Rob Stolk, van de Weetering.
- Marie Elvire Louise de Koning, F. M. Mijnlieff: Onlusten in Amsterdam 1965–1967. Uitgeverij Platijnstraat, Den Haag 1991, ISBN 90-399-0179-1.
- Ulcus Molle Info (Hrsg.): Josef Wintjes. Nr. 11/12, 1971, S. 13. Angaben über die Zeitschrift „Germania“. Und Ulcus Molle Info. Nr. 7/8 1971, S. 9. Informationen über die Zeitschrift „Hotcha“.
- Gerhard Kaubisch: Provos. Interview mit Rob Stolk. In: J. Gehret (Hrsg.): Gegenkultur Heute. Die Alternativ-Bewegung von Woodstock bis Tunix. Verlag Azid Presse, Amsterdam 1979, ISBN 90-70215-03-9, S. 49 bis 52.